# Chronologie de la télévision
 (janvier 2019).
 (juin 2022).
Si vous disposez d'ouvrages ou d'articles de référence ou si vous connaissez des sites web de qualité traitant du thème abordé ici, merci de compléter l'article en donnant les références utiles à sa vérifiabilité et en les liant à la section « Notes et références ».
 (juin 2022).
Ceci est une chronologie de la télévision.
L'Histoire des techniques de télévision fait l'objet d'un article séparé.

## Avant 1930
- Avant 1930 à la télévision - Première occurrence connue du mot télévision à l'Exposition universelle de Paris de 1900.

## Années 1930
- 1930 à la télévision - x
- 1931 à la télévision - x
- 1932 à la télévision - x
- 1933 à la télévision - x
- 1934 à la télévision - x
- 1935 à la télévision - Naissance de  Radio-PTT Vision, la première chaîne de télévision française.
- 1936 à la télévision - x
- 1937 à la télévision - La première chaîne française devient Radiodiffusion nationale Télévision.
- 1938 à la télévision - x
- 1939 à la télévision - Fin d'émissions de la première chaîne française à la suite de l'entrée en guerre de la France.

## Années 1940
- 1940 à la télévision - x
- 1941 à la télévision - x
- 1942 à la télévision - x
- 1943 à la télévision - Reprise du canal 1 par l'occupant allemand pour diffuser Fernsehsender Paris.
- 1944 à la télévision - Fernsehsender Paris laisse la place à RDF Télévision française.
- 1945 à la télévision - x
- 1946 à la télévision - x
- 1947 à la télévision - x
- 1948 à la télévision - x
- 1949 à la télévision – La diffusion sur le canal 1 devient RTF Télévision.

## Années 1950
- 1950 à la télévision - x
- 1951 à la télévision - x
- 1952 à la télévision - Diffusion du tout premier soap opera[Où ?]
- 1953 à la télévision - x
- 1954 à la télévision - x
- 1955 à la télévision - x
- 1956 à la télévision - x
- 1957 à la télévision - x
- 1958 à la télévision - x
- 1959 à la télévision - x

## Années 1960
- 1960 à la télévision - x
- 1961 à la télévision - x
- 1962 à la télévision - x
- 1963 à la télévision - Expérimentation de la deuxième chaîne de la RTF le 21 décembre 1963.
- 1964 à la télévision - Inauguration de la deuxième chaîne de la RTF le 18 avril 1964 et la RTF devient l'ORTF.
- 1965 à la télévision - x
- 1966 à la télévision - x
- 1967 à la télévision - Arrivée de la couleur sur la deuxième chaîne le 1er octobre 1967.
- 1968 à la télévision - Introduction de la publicité de marque sur la première chaîne le 1er octobre 1968.
- 1969 à la télévision - Création de la RFP.

## Années 1970
- 1970 à la télévision - x
- 1971 à la télévision - Introduction de la publicité en couleur sur la deuxième chaîne.
- 1972 à la télévision - Création de la troisième chaîne couleur de l'ORTF le 31 décembre 1972.
- 1973 à la télévision - x
- 1974 à la télévision - Démantèlement de l'Office de radiodiffusion télévision française.
- 1975 à la télévision - Apparition de TF1, Antenne 2 et FR3.
- 1976 à la télévision - Arrivée de la couleur sur TF1.
- 1977 à la télévision - x
- 1978 à la télévision - x
- 1979 à la télévision - x

## Années 1980
- 1980 à la télévision - x
- 1981 à la télévision - x
- 1982 à la télévision - x
- 1983 à la télévision - Introduction de la publicité sur FR3.
- 1984 à la télévision - Création de TV5 / Création de Canal+
- 1985 à la télévision - Création de Canal J, première chaîne jeunesse et thématique française.
- 1986 à la télévision - Création de La Cinq et de TV6 / Création de La Sept / Lancement du 19/20 / Création de Paris Première.
- 1987 à la télévision - Privatisation de TF1 / Arrêt de TV6, remplacée par M6.
- 1988 à la télévision - Disparition totale de la RFP.
- 1989 à la télévision - x

## Années 1990
- 1990 à la télévision - x
- 1991 à la télévision - x
- 1992 à la télévision - Arrêt définitif de La Cinq / Arte fait son apparition via le câble et le satellite / Création de France Télévisions / Antenne 2 et FR3 deviennent France 2 et France 3
- 1993 à la télévision - Lancement de la chaîne d'information EuroNews
- 1994 à la télévision - Création de LCI, première chaîne de télévision d'information française en continu / Création de La Cinquième, aujourd'hui France 5.
- 1995 à la télévision - Décès de Léon Zitrone.
- 1996 à la télévision - Lancement de CanalSatellite en numérique.
- 1997 à la télévision - Création de Fun TV / Lancement de Disney Channel en France, le 22 mars 1997.
- 1998 à la télévision - x
- 1999 à la télévision -

## Années 2000
- 2000 à la télévision - Création de Tiji, le 15 décembre 2000.
- 2001 à la télévision - Apparition de la télé-réalité en France avec Loft Story diffusé sur M6.
- 2002 à la télévision -
- 2003 à la télévision -
- 2004 à la télévision -
- 2005 à la télévision - Lancement de la télévision numérique terrestre en France.
- 2006 à la télévision - x
- 2007 à la télévision - Lancement de la chaîne France Ô sur la TNT en Île de France.
- 2008 à la télévision -
- 2009 à la télévision - x

## Années 2010
- 2010 à la télévision -  Arrivée de France Ô sur la TNT en métropole
- 2011 à la télévision -  Création de la chaîne Boing sur Numéricable
- 2012 à la télévision - Le 12 décembre, 6 nouvelles chaines (HD1, L'Équipe 21, 6ter, Numéro 23, RMC Découverte et Chérie 25) s'ajoutent au bouquet de la TNT gratuite sur 2 nouveaux multiplex en HD.
- 2013 à la télévision - x
- 2014 à la télévision - Canal+ fête ses 30 ans
- 2015 à la télévision - x
- 2016 à la télévision - En janvier, l'ina fête ses 40 ans[1]. / Le 5 avril, passage à la télévision numérique terrestre à la norme MPEG-4 en France. Avec ce changement, la chaîne LCI est diffusée en clair sur le canal 26 de la TNT / Le 1er septembre, lancement de la chaîne France Info sur la TNT gratuite (Canal 27),[2].
- 2017 à la télévision - x
- 2018 à la télévision - x
- 2019 à la télévision - x

## Années 2020
- 2020 à la télévision - Arrêt de la chaîne France Ô[3].
- 2021 à la télévision - x
- 2022 à la télévision - Décès de Jean-Pierre Pernaut.
- 2023 à la télévision
- 2024 à la télévision - Canal+ fête ses 40 ans
- 2025 à la télévision - Arrêt des chaînes C8 et NRJ 12.